# Offentlighet
Begreppet offentlighet saknar en entydig definition. I vanligt språkbruk avses de verksamheter och platser i ett samhälle som är tillgängliga för dess medborgare vilket står i kontrast till det privata. I andra sammanhang kan offentligheten definieras som bärare av den allmänna opinionen men också som statlig representation.

## Historik
Olika definitioner av offentlighet härrör till olika historiska skeenden. Ursprunget ligger i de grekiska stadsstaterna där den gemensamma sfären polis kontrasterades mot det privata hushållet oikos. Polis var den plats där de fria männen genom handlandet uppvisade sina dygder och vann ära. Oikos, å andra sidan, var ekonomins spelrum, där kvinnorna och slavarna upprätthöll livets nödvändigheter. På så vis utgjorde det privata oikos en förutsättning för männens handlande i det offentliga polis. Under den europeiska medeltiden luckrade aristokratin upp gränserna mellan privat och offentligt. Den antika uppdelningen mellan ekonomi och politik försvann också i och med godsherrarnas makt över de livegna bönderna. Begreppet offentlighet blir under den feodala medeltiden förknippat med aristokratins utsmyckningar samt gester och åtbörder. Att vara en offentlig person blev då synonymt med att vara ställföreträdare för en gudomlig makt.

## Modern offentlighet
Det moderna offentlighetsbegreppet kopplas ofta samman med demokratins utveckling. I boken Borgerlig offentlighet pekar Jürgen Habermas ut 1700-talets upplysningstänkande som avgörande för den moderna förståelsen av offentligheten. Habermas kopplar samman offentligheten med den framväxande borgarklassen och menar att i och med detta uppstod det en ny samhällssfär vilket lade grunden för en diskursiv demokrati. Denna demokratimodell präglas av idén om det förnuftiga samtalet som medel för att skapa ett bättre samhälle. I människans villkor, Vita activa beskriver Hannah Arendt samma utveckling men menar att det skett en sammanblandning av kategorierna offentlig och privat. Istället för en politisk offentlighet har vi fått en social sfär där ”beteende” har ersatt ”handlandet”, och politiken hotas att ersättas med byråkrati.
I feministen Seyla Benhabibs läsning av Arendt utläser hon två olika modeller för politik inom en modern offentlighet. Å ena sidan finns det en "agonistisk" modell, där politiken utspelar sig inom de politiska institutionerna (tänk parlament och stadshus). Det är en konkurrerande kamp mellan politiska motståndare där vinnare och förlorare utses, och konsensus måste råda för att politisk handling ska vara möjlig. Men den är dock inte våldsam (då våld enligt Arendt inte tillhör det offentliga, utan det privata), utan kampen är rent språklig, med tal och debatter som sina verktyg och metoder. Den agonistiska modellen blir därför mycket lik Habermas diskursiva modell som beskrivs ovan. Arendt härleder denna tillbaka till det antika Grekland.
Å andra sidan har Arendt en annan modell, som Benhabib kallar för den "associativa" modellen. Denna går ut på att människor – istället för att tävla med varandra om politiskt inflytande – går samman och handlar "i kör" [in concert]. Det är först då friheten kan framträda i det offentliga. Men den associativa politiken kan inte ske på samma platser som den agonistiska, alltså t.ex. parlament eller stadshus, utan den sker på icke-institutionaliserade politiska platser. Exempelvis kan det vara i någons annars privata matsal, där "dissidenters möten med främlingar kan skapa ett offentligt rum" när dessa möts för ett samizdat. Men det kan lika gärna vara en plats som är objektet som politiseras, exempelvis en skog för en protest mot skövling, eller en motorväg för en protest mot bygget. Associativa handlingar sker fortfarande inte genom våld, utan en associativ handling får sin kraft från makten hos en grupp människor som handlar tillsammans.

## Offentlighet och media
Media spelar en avgörande roll i förmedlingen av det offentliga samtal som Habermas förespråkar. Habermas menar att i och med att medierna mer och mer agerar på marknadens villkor och att staten mer och mer reglerar ekonomin, så har offentlighetens sfär minskat. Det moderna offentlighetsbegreppet har därmed trängts undan till förmån för den medeltida betydelsen av offentlighet där det handlar om att representera en högre makt.

## Nutida forskning
Nu pågående forskning kring begreppet offentlighet kretsar bland annat kring frågor om mångfalden inom politiskt deltagande, de nya sociala mediernas betydelse och det offentliga samtalets status och kvalitet. I Hannah Arendts efterföljd har frågor om feminism och offentlighet diskuterats.

### Uppslagsverk
- "public sphere" Dictionary of the Social Sciences. Craig Calhoun, red. Oxford University Press 2002. Oxford Reference Online. Oxford University Press. Goteborg University Library. 10 februari 2009 http://www.oxfordreference.com.ezproxy.ub.gu.se/views/ENTRY.html?subview=Main&entry=t104.e1369
- Garnham, N. (2001). ‘Public Sphere and the Media’. I International Encyclopedia of the Social & Behavioral Sciences. Elsevier Science Ltd.
- Nationalencyklopedin: http://www.ne.se.ezproxy.ub.gu.se/sve/offentlighet

### Artiklar
- Fraser, Nancy (1992). ”Rethinking the Public Sphere: A Contribution to the Critique of Actually Existing Democracy”. Habermas and the Public Sphere (1992):  sid. 109-142. Libris 11321459
- Johansson, Bengt (2002). Medborgarna och den medialiserade politiken. SOM-rapport, Göteborg: Göteborgs universitet
- "public sphere" Dictionary of the Social Sciences. Craig Calhoun, ed. Oxford University Press 2002. Oxford Reference Online. Oxford University Press. Goteborg University Library. 10 Februari 2009 http://www.oxfordreference.com.ezproxy.ub.gu.se/views/ENTRY.html?subview=Main&entry=t104.e1369
- Garnham, N. (2001). ‘Public Sphere and the Media’. I International Encyclopedia of the Social & Behavioral Sciences. Elsevier Science Ltd.